# 麻痺性貝毒
麻痺性貝毒(Paralytic  Shellfish Poisoning  toxin,  PSP)是公認的四種貝毒症候群之一，它們有一些共同的特徵，主要與雙殼軟體動物（如貽貝、蛤蜊、牡蠣和扇貝）有關。這些貝類是滤食性动物，會累積神經毒素，主要是由甲藻、矽藻和藍藻等微小藻類產生的石房蛤毒素 （Saxitoxin ，STX）。亚历山大藻属雙鞭毛藻是數量最多、分佈最廣的石房蛤毒素產生者，是亞北極、溫帶和熱帶地區產生麻痺性貝毒藻華的罪魁禍首。大多數有毒藻華都是由形態種链状亚历山大藻（Alexandrium catenella）、塔玛亚历山大藻（Alexandrium tamarense）、Gonyaulax catenella和亞歷山大藻（Alexandrium fundyense）引起的，它們共同組成了亞歷山大藻種群。在亞洲，麻痺性貝毒主要與 Pyrodinium bahamense 物種的出現有關。
有些河豚，包括膨脹單孔魨，也含有石房蛤毒素，因此食用會造成傷害。
麻痺性貝毒在許多種不同的貝毒中毒事件屬最嚴重，因其強烈毒性，經常造成消費者的中毒死亡事件，同時發生案例的廣佈性與高發性，各國在水產品檢驗項目中莫不對麻痺性貝毒特別重視。

## 麻痺性貝毒與藍藻
真核雙鞭毛藻和原核藍藻（通常稱為藍綠藻）會產生麻痺性貝毒毒素（其中最常見的是石房蛤毒素）。在淡水海洋生態系中，藍綠藻產生的石房蛤毒素對持久性有機污染物毒素的累積貢獻最大。在藍綠藻中，藻毒素的生物合成過程非常明確，而在甲藻中，藻毒素的生物合成過程大多還不清楚。放射性同位素追蹤實驗研究了藍藻甲殼素的生物合成過程，結果顯示這種合成過程非常複雜，涉及許多步驟、酵素和化學反應。起始試劑 L-精胺酸經過幾個化學反應（其中一個罕見的化學反應稱為克莱森酯缩合反应），經過四個中間產物，最終形成石房蛤毒素。
澳洲淡水貽貝 Alathyria condola 極易累積神經毒素。每100克貽貝在與環狀藍藻（Anabaena circinalis）接觸2到3天后，可能會含有80微克以上的神經毒素，這一含量足以對人類健康造成重大威脅。

## 野生海洋哺乳動物體內的麻痺性貝毒
在阿拉斯加，海獺的主要獵物之一大石房蛤（Saxidomus gigantea）作為一種化學防禦機制會生物累積石房蛤毒素，因此麻痺性貝毒被認為可能是導致海獺死亡和發病的原因之一。此外，攝取含有石房蛤毒素的鯖魚也與座頭鯨的死亡有關。
在地中海，地中海僧海豹（Monachus monachus）被懷疑死於麻痺性貝毒的其他案例也受到質疑， 因為缺乏額外的檢測來排除其他致死原因。

## 歷史
關於麻痺性貝毒中毒事件，在十七世紀時的北美與歐洲已有類似事件的記載，但是當時對病因仍不清楚，直到1928年Meyer等人在報告中對麻痺性貝毒中毒的症狀加以描述，並推測毒素的來源可能來自於渦鞭毛藻；隨後又由餵食毒藻的貽貝實驗中得到上述假說的証實，而麻痺性貝毒一系列毒素的化學結構也在1957年由石房蛤(Saxidomus  giganteus)中所分離出的石房蛤毒素Saxitoxin(STX)首次確認，其分子式為 C10H17N7O4。

## 內部連結
- 赤潮
- 珊瑚礁魚中毒
- 有毒渦鞭毛藻
- 西加鱼毒中毒
- 河魨

## 外部連結
- Toxicity, Shellfish （页面存档备份，存于）
- Lawrence, J. F.; Maher, M.; Watson-Wright, W. . Toxicon: Official Journal of the International Society on Toxinology. 1994-01, 32 (1): 57-64. ISSN 0041-0101. PMID 9237337. doi:10.1016/0041-0101(94)90021-3.
- Yentsch, Clarice M.; Balch, William. . Environmental Letters. 1975-01, 9 (3): 249-254. ISSN 0013-9300. PMID 1238253. doi:10.1080/00139307509435853 （英语）.
- SeaGrant Alaska's information on PSP
- Washington State Shellfish Biotoxin Program